# Лис Гаярдо
Лис Гаярдо (на испански: Liz Gallardo) е мексиканска актриса от телевизията и киното. По известна е в България с теленовелите „Камериерка в Манхатън“ и „Проклятието на семейство Апарисио“.

## Биография
Лис Гаярдо е родена на 27 ноември, 1979 г. в град Гуадалахара, Мексико. Запленена е от мексиканското кино още от малка. Обожава филмите на Педро Инфанте, Хорхе Негрете и Мария Феликс. Запалва се и по испанското кино и след, като изглежда няколко филма решава да замине за Мексико сити, където за следва мечтата си да бъде актриса. Дебютира в света на теленовелите с продукцията „Като на кино“ с Лорена Рохас, като изпълнява ролята на нейна сестра, а Пабло Асар е неин партньор. Лис дебютира в киното с филма „Cuatro labios“, където играе себе си. Следва роля в теленовелата на „Телемундо“ - „Осъдена“. Участва в продукцията на „Телемундо“ и Далас - „Законът на мълчанието“. След това се съсредоточава в кариерата си в киното и участва във филми като „El búfalo de la noche“, „El calvel negro“ с Кейт дел Кастийо, Аарон Диас, Ингрид Марц и др., „Tomalo Suave“, „Tiempo final“ и „Mancora“. Завръща се в теленовелите през 2009 г. с продукцията на TV Azteca - „Обикни ме отново“. Партнира си с Мариана Торес и Хорхе Алберти, които изпълняват главните роли. През 2010 г. получава една от главните роли – тази на Хулия Апарисио в теленовелата „Проклятието на семейство Апарисио“. Това е история за едно семейство, което се състои само от жени и всичките са вдовици. Те са жертва на проклятие, заради, което всеки техен съпруг умира при трагични обстоятелство. Там изпълнява и лесбийски сцени с актрисата Ерендира Ибара, с които предизвиква доста полемика. След това се появява отново на големия екран с филма „Sangre de familia“ през 2010 г. Следва ролята на Летисия Роблес в продукцията на американската компания „Телемундо“ - „Камериерка в Манхатън“ с Литци, Еухенио Силер, Хорхе Едуардо Гарсия, Ванеса Вийела, Джейми Осорио и др. През 2013 г. взима участие в теленовелата „Капаните на желанието“.

## Филмография

### Теленовели
- Тексаската Камелия (Camelia la Tejana) (2014)
- Капаните на желанието (Las Trampas del deseo) (2013)
- Камериерка в Манхатън (Una Maid en Manhattan) (2011/12) – Летисия „Лети“ Роблес
- Проклятието на семейство Апарисио (Las Aparicio) (2010) – Хулия Апарисио
- Обикни ме отново (Vuelveme a querer) (2009) – Нора Мехия
- Съдбовни решения (Decisiones) (2005/08)
- Законът на мълчанието (El ley del silencio) (2005) – Мануела
- Осъдена (Prisionera) (2004) – Моналиса
- Като на кино (Como en el cine) (2001) – Росио

### Кино
- Sangre de familia (2010) – Йоланда
- Serie:Genesis (2009) – Ема
- La ultima y nos vamos (2009) – Лусия
- Máncora (2008) – Мексиканка
- Tiempo final (2007) – Ана
- Tomalo Suave (2007) – Джени
- El búfalo de la noche (2007) – Таня